# ديفيد أو. مكاي
ديفيد أو. مكاي (بالإنجليزية: David O. McKay)‏ هو مدرس أمريكي، ولد في 8 سبتمبر 1873 في يوتا في الولايات المتحدة، وتوفي في 18 يناير 1970 في مدينة سولت ليك في الولايات المتحدة.

## معرض صور

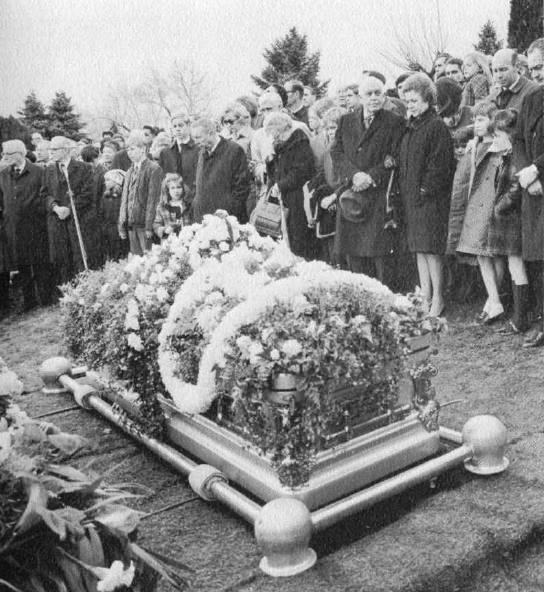
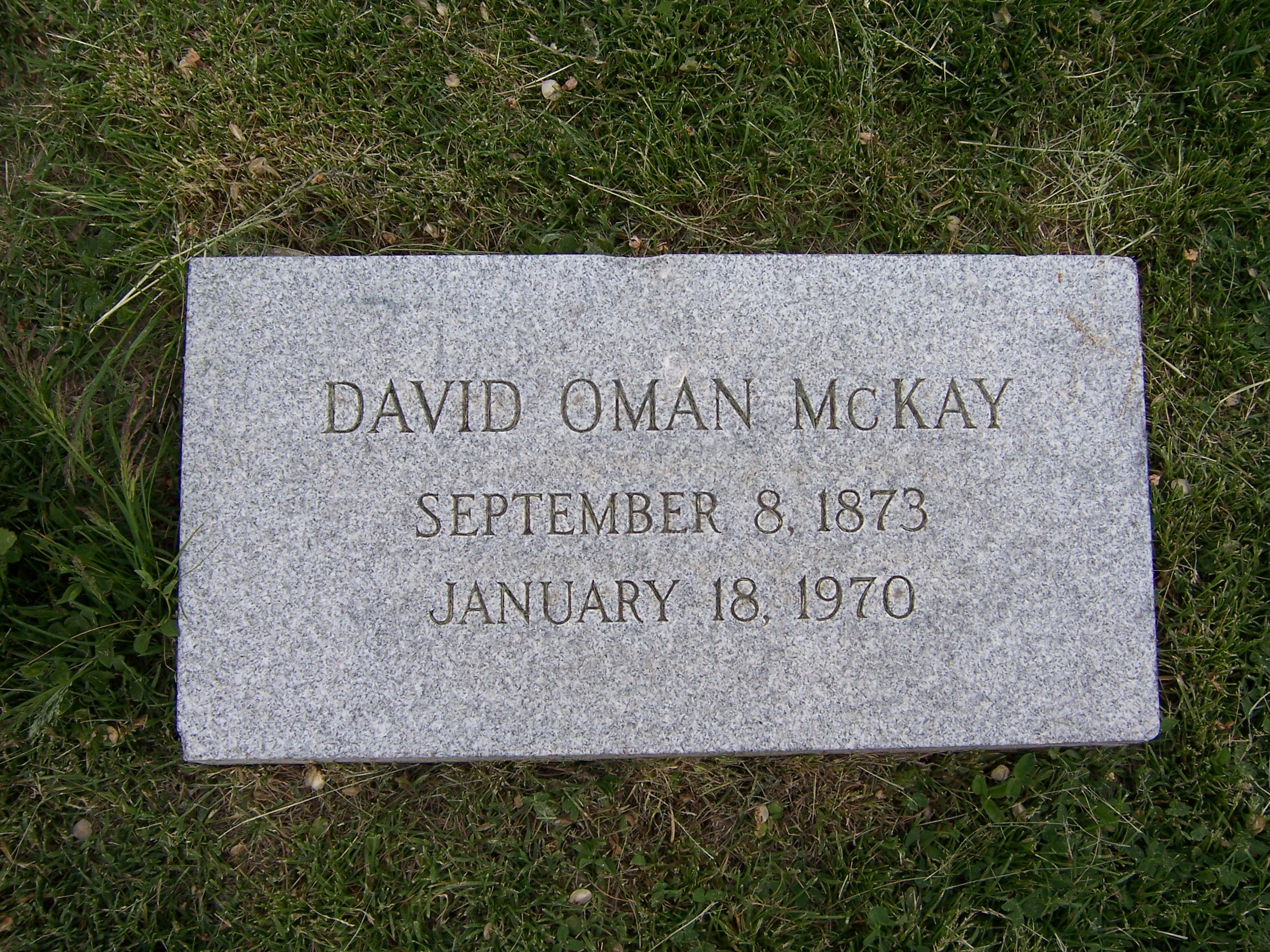
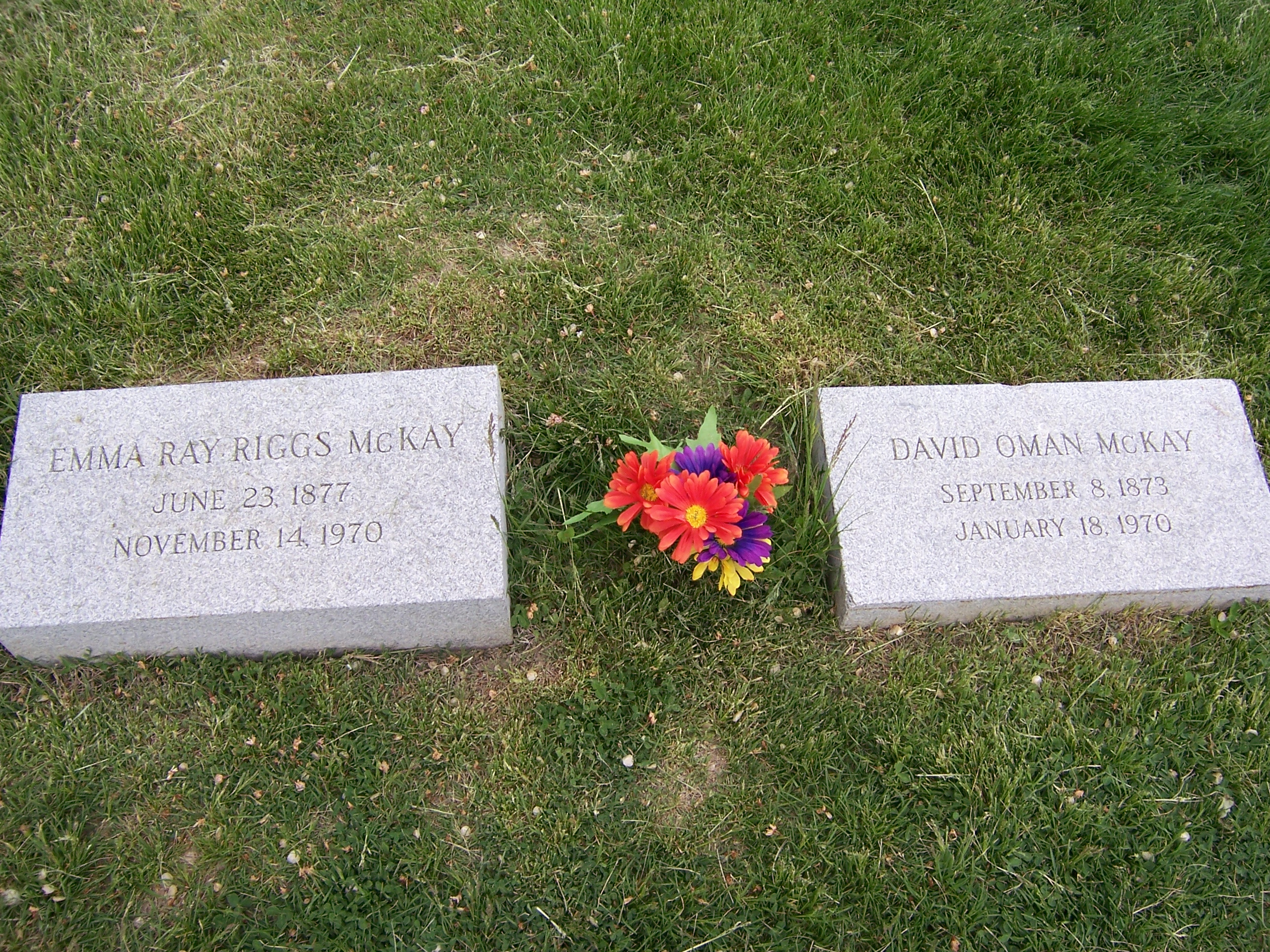
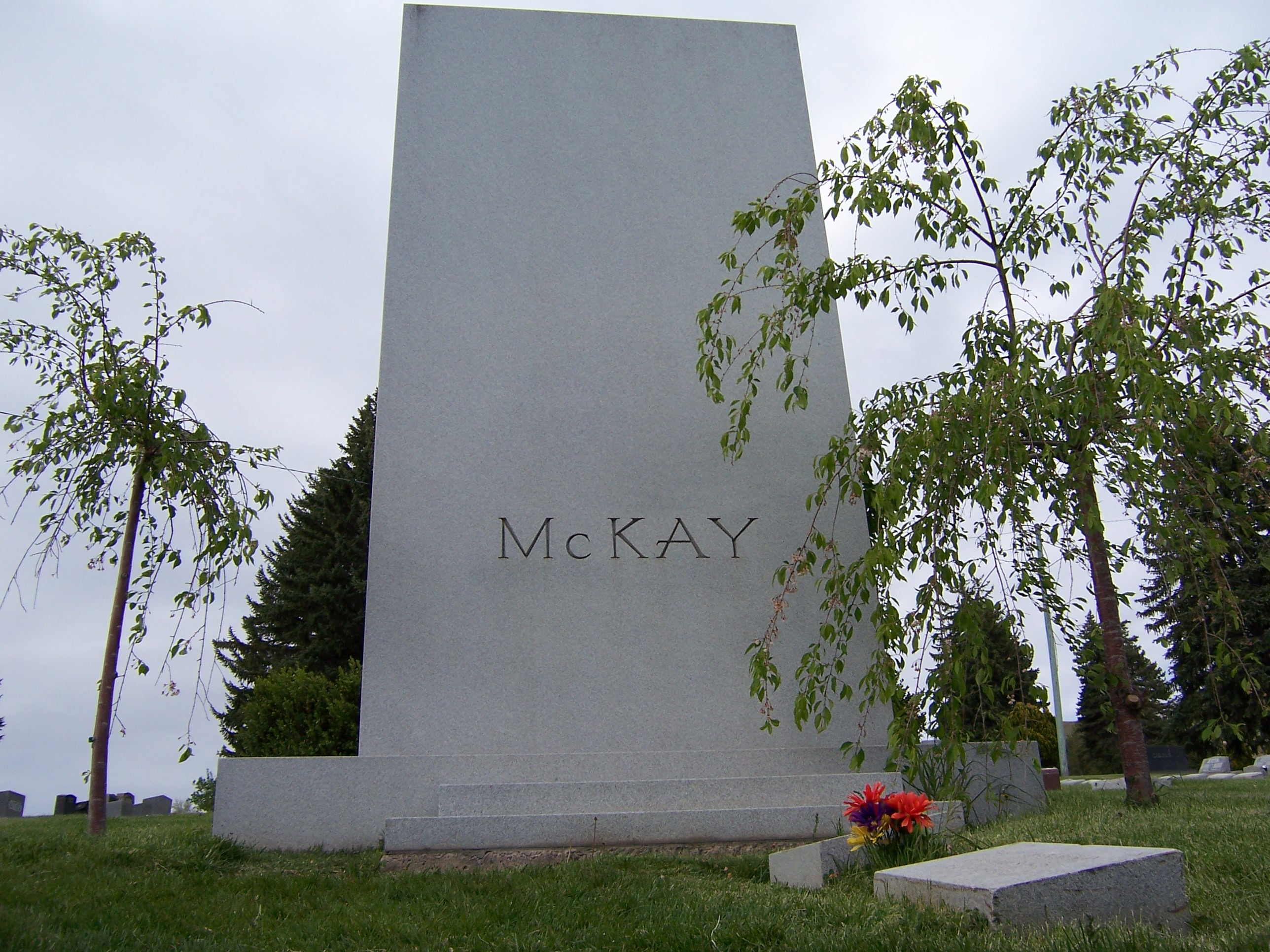
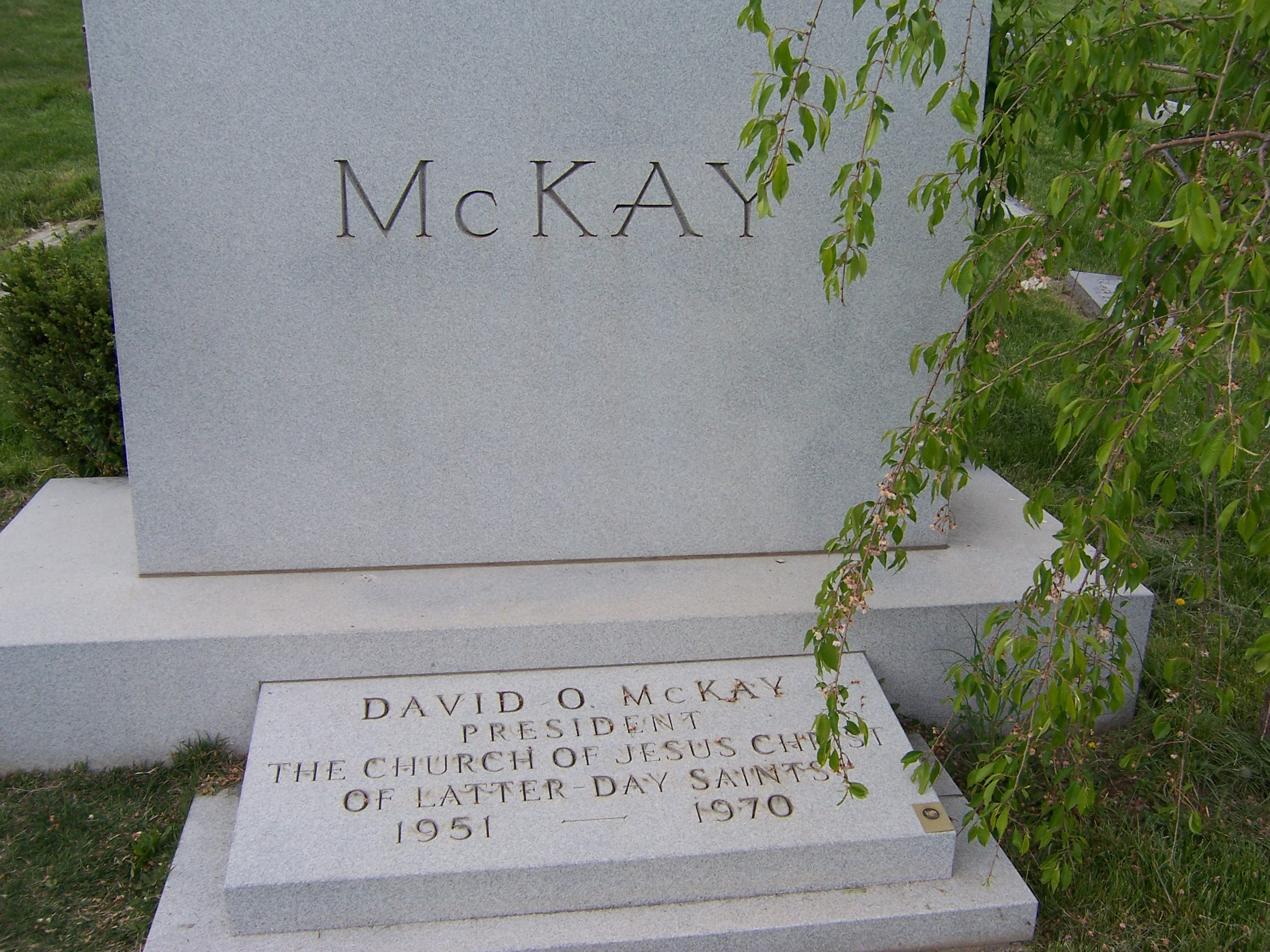
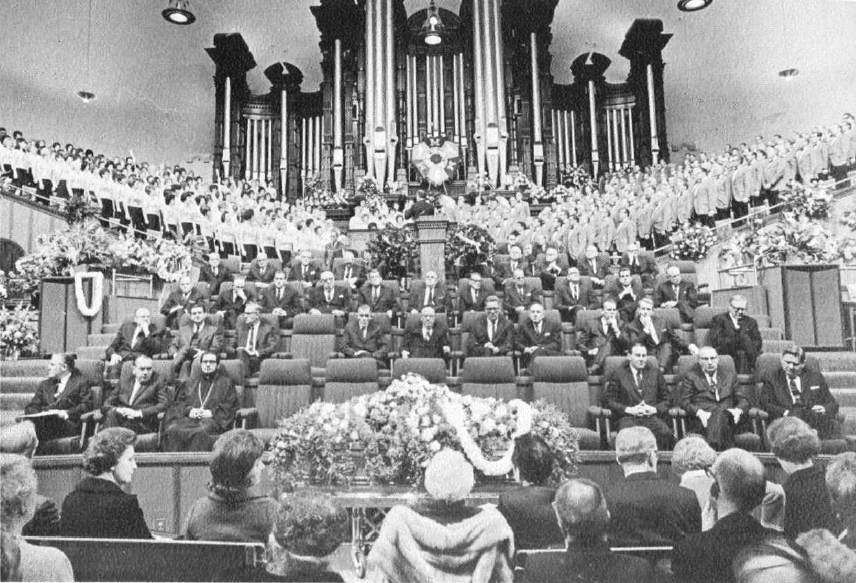

## وصلات خارجية
- ديفيد أو. مكاي على موقع الموسوعة البريطانية (الإنجليزية)
- ديفيد أو. مكاي على موقع إن إن دي بي (الإنجليزية)